# Hemipauropus jamaicensis
Hemipauropus jamaicensis är en mångfotingart som beskrevs av Paul Auguste Remy 1958. Hemipauropus jamaicensis ingår i släktet Hemipauropus och familjen fåfotingar. Inga underarter finns listade i Catalogue of Life.